# Marattiàcies
Les marattiàcies (Marattiaceae) són una família de plantes vasculars sense llavors, l'única de l'ordre Marattiales, i de la subclasse Marattiidae. Inclou unes 135 espècies.
Les maratiàcies van divergir d'altres falgueres molt aviat en la història evolutiva. són falgueres eusporangiades, que vol dir que l'esporangi és format per un grup de cèl·lules (no una de sola com en els leptoesporangis).
Tradicionalment hi havia quatre gèneres (en plantes que viuen en l'actualitat) (Angiopteris, Christensenia, Danaea i Marattia), però l'anàlisi cladística ha demostrat que el gènere Marattia és parafilètic i s'ha dividit en tres gèneres, els dos nous gèneres són Eupodium i Ptisana. Tàxons extints són: Psaronius, Asterotheca, Scolecopteris, Eoangiopteris, Qasimia, Marantoidea, Danaeites, Marattiopsis, etc.)
El gènere més estès de la família Marattiaceae és el pantropical Marattia.
Segons els estudis moleculars sembla que les falgueres euseporangiades poden ser un grup germà de les cues de cavall (Equisetaceae).